# Pella (Regionalbezirk)
Der Regionalbezirk Pella (griechisch Περιφερειακή Ενότητα Πέλλας Periferiakí Enótita Péllas) ist einer der sieben Regionalbezirke in der griechischen Region Zentralmakedonien um den Hauptort Edessa. Bis zur Verwaltungsreform von 2010 hatte das Gebiet den Status einer Präfektur, deren Kompetenzen an die Region Zentralmakedonien und die durch Zusammenlegung stark reduzierten Gemeinden übertragen wurden. Der Regionalbezirk entsendet vier Abgeordnete in den zentralmakedonischen Regionalrat, hat darüber hinaus aber keine politische Bedeutung. Pella umfasst die Gemeinden Almopia, Edessa, Pella und Skydra.

## Geschichte
Das „Heilige Land von Pella“ steht im Mittelpunkt der antiken makedonischen Kultur. Schon in der prähistorischen Zeit war das Gebiet besiedelt. Während der Herrschaft durch Makedonien erlebte es eine Blütezeit. In Pella trifft man auf die Spuren einer Kultur, deren Präsenz von der Antike über Byzanz bis zur christlichen Epoche reicht. Pella war ab 410 v. Chr. die Hauptstadt des Königreiches Makedonien, also zur Zeit Philipps II. und Alexander des Großen.

## Geographie
Das Gebiet Präfektur Pellas liegt im Westen Zentralmakedoniens, westlich grenzt es an die Region Westmakedonien. Im Norden befindet sich die Grenze zur Republik Nordmazedonien.
Landschaftlich teilt sich das Gebiet in einen Nordteil, einen Westteil und einen Ostteil. Der Nordteil der Präfektur, der in etwa der antiken Region Almopia entspricht, wird von der Ebene von Almopia gebildet, die mit Ausnahme des Moglenitsa-Tals nach Süden ringsum von Bergen umgeben ist. Die Almopia-Ebene wird durch den Fluss Moglenitsa und seine Nebenflüsse gebildet. Der Westteil der Präfektur ist in seinem nördlichen Abschnitt gebirgig und wird vom höchsten Punkt der Präfektur, dem Voras (Kaimaktsalan) mit einer Höhe von 2524 m und seinen Ausläufern dominiert. Südlich des Voras-Massivs verläuft von West nach Ost der Fluss Edesseos, der auf die Stadt Edessa zufließt. Durch Aufstau des Edesseos bei der Ortschaft Agras hat sich nach Westen gerichtet ein biologisch wertvolles Feuchtbiotop gebildet. Westlich des Flusstals des Edesseos findet sich eine Gebirgsschwelle (Passhöhe), die das Edesseos-Tal von der Ebene nördlich des Vegoritida-Sees abtrennt. Die Fläche des Sees teilt sich zwischen den Präfekturen Pella und Florina auf, wobei erstere den etwas größeren Anteil besitzt. Das West- und Ostufer des Vegoritida-Sees sind gebirgig. Der Ostteil der Präfektur Pella wird durch den westlichen Ausläufer der zentralmakedonischen Tiefebene bestimmt, die durch Schwemmland der Flüsse Axios, Aliakmonas, Gallikos und Loudias entstanden ist. Der Übergang zwischen dem West- und Nordteil zum Ostteil der Präfektur Pella ist bisweilen abrupt: besonders kenntlich wird dies an der Präfekturhauptstadt Edessa, welche am östlichen Ende des Edesseos-Tals auf einem Felsvorsprung liegt. Der Edesseos verläuft durch Edessa und tritt mittels des Wasserfalls von Edessa in den Ostteil der Präfektur. Ausgenommen von einzelnen Erhebungen ist der Ostteil der Präfektur Pella eben bis leicht hügelig. Südlich von Giannitsa mündete der Fluss Loudias, welcher aus dem Zusammenfluss von Edesseos und Moglenitsa entsteht, zu antiker makedonischer Zeit in eine nach Nordosten vorgeschobene Bucht des Thermaischen Golfes. Die antike makedonische Hauptstadt Pella lag damals unmittelbar am Meer. Die vorgeschobene Bucht wurde im weiteren Verlauf der Zeit vom Meer abgetrennt und bildete einen See mit umliegendem, extensiven Sumpfland (Loudias-See oder Giannitsa-See). Dieser wurde in den 1920er Jahren trockengelegt.

## Wichtige Städte
- Edessa, Hauptort

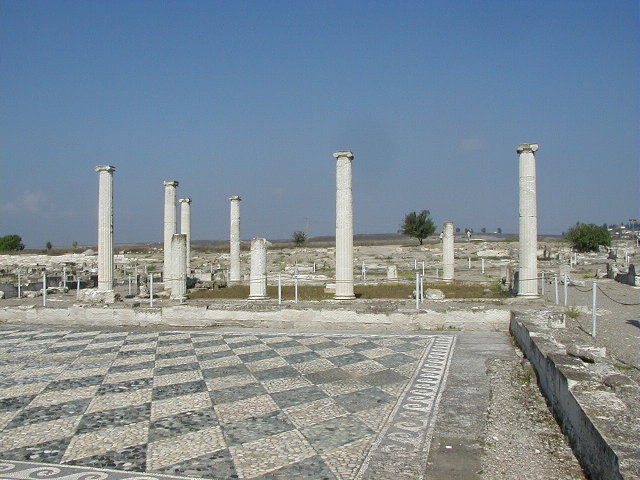
Mosaik von Pella, der Hauptstadt des Königreichs Makedonien.

- Giannitsa, die größte Stadt des Regionalbezirks und Verwaltungssitz der Gemeinde Pella.
- Aridea, Sitz der Gemeinde Almopia.

## Wichtige Kleinstädte
- Exaplatanos
- Pella

## Wichtige Dörfer
- Archangelos
- Arseni
- Loutrochori
- Rizari